# Julie Harrisová
Julie Harrisová (nepřechýleně Julie Harris, rodným jménem Julia Ann Harris; 2. prosince 1925, Grosse Pointe – 24. srpna 2013, West Chatham) byla americká herečka. Získala pětkrát cenu Tony (mimo jiné za roli Mary Toddové Lincolnové), třikrát cenu Emmy a jednou cenu Grammy. Kromě toho byla v roce 1952 nominována na Oscara v kategorii herečky v hlavní roli za roli ve filmu The Member of the Wedding.
Zejména ke konci kariéry se věnovala namlouvání dokumentárních filmů.